# 凌敏猷
凌敏猷（1902年—1991年），男，湖南平江人，中华人民共和国精神病学家、医学教育家、政治人物，曾任湘雅医学院院长，湖南省政协副主席，中国国民党革命委员会中央委员会委员。